# دم‌سوزنی پشت‌نقره‌ای
دم‌سوزنی پشت‌نقره‌ای (نام علمی: Hirundapus cochinchinensis) نام یک گونه از سرده دم‌سوزنی است که در جنوب‌شرق آسیا، سوماترا، جاوه و تایوان زندگی میکند.